# Silvio Costa Filho
Silvio Serafim Costa Filho (Recife, 5 de marzo de 1982) es un pedagogo y político brasileño. Afiliado partido Republicanos, es el actual Ministro de Puertos y Aeropuertos y, desde el 2019, diputado federal por Pernambuco con licencia mientras dure su designación como ministro. Es hijo del ex diputado federal Silvio Costa y hermano del acutual diputado estadual João Paulo Costa.
Silvio inició su vida política en los movimientos estudiantiles y llegó a presidir el directorio académico de la Universidad Católica de Pernambuco, donde se formó. En el 2004, con 21 anos, fue elegido como concejal más joven de la historia de la ciudad de Recife obteniendo la cuarta mayor votación en esa oportunidad. Como concejal, Silvio creó el "Parlamento Jovem", pionero en el país y que dio voz a la juventud recifense. En el legislativo municipal, fue presidente de la comisión de la ley orgánica, que actualizó la Constitución Municipal de Recife. Por su trabajo en la Cámara, Sílvio fue elegido por la Unión de Concejales de Pernambuco como el mejor concejal del estado en el 2005.
En la siguiente elección, el 2006, fue elegido como diputado estadual en la Asamblea Legislativa de Pernambuco (ALEPE). En noviembre fue nombrado secretario de Turismo. En dicho cargo creó el Plan Estratégico de Turismo de Pernambuco y dialogó de forma permanente con el sector. Su actuación le valió obtener el premio "Orgulho de Pernambuco", entregado por el periódico Diario de Pernambuco. Dejó la secretaría luego de denuncias de malversación.
Tras su retorno a la Asamblea, fue relecto en el 2010 y el 2014. ganando por segunda vez el premio "Orgulho de Pernambuco".
Tras ser elegido como diputado federal en el 2018, en septiembre del 2023 fue nombrado Ministro de Puertos y Aeropuertos durante el tercer gobierno de Lula da Silva.